# Petiveriaceae
Famille
Classification phylogénétique
Synonymes
- Hilleriaceae
- Rivinaceae

Les Petiveriaceae (Petiveriacées) sont une famille de plantes à fleurs anciennement incluses dans la sous-famille des Rivinoideae dans la famille des Phytolaccaceae. Elle comprend neuf genres, avec environ 20 espèces connues. 

## Liste des genres
La famille des Petiveriaceae comprend les genres suivants : 
| - Gallesia Casar. - Hilleria Vell. - Ledenbergia Klotzsch ex Moq. - Monococcus F.Muell. - Petiveria L. - Rivina L. - Schindleria H.Walter - Seguieria Loefl. - Trichostigma A.Rich. |